# Daisyworld
Daisyworld (Margueritverden) er en computersimulation, der drejer sig om en hypotetisk klode, som kredser om en sol, hvis temperatur stiger langsomt hen gennem simulationsforløbet, der blev brugt til at illustrerede i første omgang Gaia-hypotesen af James Lovelock og Andrew Watson  i en afhandling fra 1983.
Planeten bliver koloniseret af to forskellige arter af marguerit, der er dens eneste livsform: de sorte og hvide margueritter. Hvide margueritter har hvide blomster, der reflekterer det meste af sollyset, og de vokser bedst i varme, mens den anden art har sorte blomster, som absorberer det meste af lyset, og de vokser bedst under kølige forhold.
Ved begyndelsen af simulationen er Daisyworld så kold, at kun nogle få af de sorte margueritter overlever, mens næsten ingen af de hvide klarer sig. I alle de perioder, hvor planetens temperatur falder, er der en tendens til, at de sorte margueritter dominerer. De absorberer en lille smule varme fra solen, hvad der får planetens temperatur til at stige. Det skaber mulighed for en større frodighed hos de sorte, mere varmeoptagelse osv. Når planeten bliver endnu varmere, begynder de hvide margueritter også at formere sig, og til sidst når planeten et ligevægtspunkt. Enhver forøgelse af temperaturen bliver besvaret med en forholdsvis større opvækst af de hvide. Enhver sænkning fører til flere sorte margueritter. Sådan et system er utroligt stabilt overfor svingninger i den tilførte solenergi; hele planeten bibeholder homøostase. Til sidst bliver temperaturen for høj til, at margueritterne kan modvirke den, og så bliver planeten overophedet.
Når man kører simulationen uden margueritterne, svinger plantens temperatur i takt med ændringer i solens udstråling. Når margueritterne er der, opstår der en forøget opvarmning i begyndelsen af simulationen, mens der sker en stærkere afkøling hen mod slutningen af simulationen. Det betyder, at der er balance i temperaturen under størstedelen af forløbet. På den måde udjævner margueritterne klimaet, så forholdene er mere passende for dem selv.
Senere udvidelser af simulationen omfatter kaniner, ræve og andre arter. Én af de mest overraskende afsløringer i simulationen er, at flere arter betyder større mildning af klimaet på planeten. Disse opdagelser styrker ideen om, at biodiversitet er værdifuld i sig selv, men der foregår stadigvæk en diskussion om holdbarheden af den konklusion.
En version af Daisyworld simulationen var indlagt i Maxis-spillet SimEarth.
Den schweiziske forsker, Andreas Fischlin, har undersøgt simulationens holdbarhed under meget strenge, matematiske krav. Han beskriver sine resultater i artiklen ’’On Daisyworlds”
I sin konklusion skriver Fischlin bl.a.: 
"Det lykkedes mig ikke at falsificere den mest interessante del af Gaiahypotesen, dvs. livets evne til af skabe homøostase. De andre dele er bevisligt enten næsten ligegyldige som f.eks. analogien mellem et økosystem og økosfæren, eller ret og slet virkningen af at omdefinere begrebet liv."